# Tuomas Anhava
Tuomas Anhava, född 5 juni 1927 i Helsingfors, död 22 januari 2001, var en finländsk poet och översättare, redaktör och litteraturkritiker, gift 1953 med Helena Anhava.
Anhava kom att bli den som introducerade New Criticism i Finland. Han översatte från engelska, svenska, polska, ryska och japanska. I sina dikter tog han intryck av japansk och kinesisk poesi. Han tilldelades Pro Finlandia-medaljen 1968.
Anhava är begravd på Sandudds begravningsplats i Helsingfors.

### På finska
- Runoja (1953)
- Runoja 1955 (1955)
- 36 runoa (1958)
- Runot 1951–1966 (1967)

### På svenska
- [Dikter.] I antologin Ny finsk lyrik. (FIB:s lyrikklubb, 1960.)
- Dikter (urval och tolkning av Bo Carpelan). (Bonnier, 1988.)